# 2022年アメリカグランプリ
2022年アメリカグランプリ（英:  2022 United States Grand Prix）は、2022年のF1世界選手権の第19戦として、2022年10月23日にサーキット・オブ・ジ・アメリカズにて開催。
正式名称は「Formula 1 Aramco United States Grand Prix 2022」。

## 背景
タイヤ
ピレリが持ち込むドライ用タイヤのコンパウンドはハード（白）：C2、ミディアム（黄）：C3、ソフト（赤）：C4の中間の組み合わせ。提供されるセット数はハード2、ミディアム3、ソフト8。
| ドライ用   | ドライ用       | ドライ用   | ウェット用           | ウェット用   |
| C2         | C3             | C4         | インターミディエイト | フルウェット |
| ---------- | -------------- | ---------- | -------------------- | ------------ |
| （ハード） | （ミディアム） | （ソフト） | （小雨用）           | （大雨用）   |
DRS：2箇所※（　）内は検知ポイント
- DRS1：ターン11より250m先から（ターン10から150m先）
- DRS2：ターン20より80m先から（ターン18から65m先）

チャンピオンシップの行方
- ドライバーズタイトル

ランキング首位のマックス・フェルスタッペンが前戦の日本GP終了時点で2位以下に112ポイント以上の差をつけたため、ドライバーズタイトルを獲得した。
- コンストラクターズタイトル

ランキング3位のメルセデスは、首位のレッドブルとの差が191ポイント以上となったため、タイトル獲得の可能性が消滅した。また、2014年から続いたタイトルの連勝数が「8」でストップした。
レッドブルはフェラーリに対し、18ポイント以上多く獲得することで2013年以来、9年ぶりにコンストラクターズタイトルを獲得する。

## エントリーリスト
前戦から変更なし。

## フリー走行
FP1
2022年10月21日 14:00 CDT(UTC-5)
ルーキー起用義務を果たすために、フェラーリはロバート・シュワルツマン、マクラーレンはアレックス・パロウ、アルファロメオはテオ・プルシェール、ウィリアムズはローガン・サージェント、ハースはアントニオ・ジョヴィナッツィとレギュラードライバーに代わって走らせるチームが複数見られた。セッション開始直後、ケビン・マグヌッセンに代わって走行したジョヴィナッツィがターン6でクラッシュし赤旗の原因となった。トップタイムはカルロス・サインツが記録した。
FP2
2022年10月21日 17:00 CDT(UTC-5)
トップはシャルル・ルクレール。2023年仕様のタイヤテストのために90分間のセッションとなった。タイヤコンパウンドは知らされず、燃料搭載量や最初にコースインした際に3周連続での計測ラップの走行が義務づけられた。
FP3
2022年10月22日 14:00 CDT(UTC-5)
トップはマックス・フェルスタッペン。突風で挙動を乱すマシンが見られた。ミック・シューマッハはERSのウォーターポンプにより12周、周冠宇はメカニカルトラブルにより3周でセッションを終えた。

## 予選
2022年10月22日 17:00 CDT(UTC-5)（文章の出典）
ポールはカルロス・サインツで通算3度目の獲得。2番手にシャルル・ルクレールが続き、フェラーリ勢が1-2とした。3番手にはマックス・フェルスタッペン。
Q1ではケビン・マグヌッセンが15番手と1000分の17秒差の16番手に終わり、ミック・シューマッハは17番手で母国GPとなったハース勢は脱落。マクラーレン、アルピーヌ、ウィリアムズも1台ずつ脱落。Q2ではブレーキに問題を抱えたピエール・ガスリーやトラックリミットによりタイムを抹消された角田裕毅や周冠宇などが脱落。Q3ではトップ3が1000分の92秒以内に収まった。

### 予選結果
| 順位                | No. | ドライバー                 | コンストラクター                        | Q1       | Q2       | Q3       | Grid |
| ------------------- | --- | -------------------------- | --------------------------------------- | -------- | -------- | -------- | ---- |
| 1                   | 55  | カルロス・サインツ         | フェラーリ                              | 1:35.297 | 1:35.590 | 1:34.356 | 1    |
| 2                   | 16  | シャルル・ルクレール       | フェラーリ                              | 1:35.795 | 1:35.246 | 1:34.421 | 123  |
| 3                   | 1   | マックス・フェルスタッペン | レッドブル-RBPT                         | 1:35.864 | 1:35.294 | 1:34.448 | 2    |
| 4                   | 11  | セルジオ・ペレス           | レッドブル-RBPT                         | 1:36.163 | 1:35.864 | 1:34.645 | 94   |
| 5                   | 44  | ルイス・ハミルトン         | メルセデス                              | 1:36.148 | 1:35.732 | 1:34.947 | 3    |
| 6                   | 63  | ジョージ・ラッセル         | メルセデス                              | 1:36.195 | 1:35.692 | 1:34.988 | 4    |
| 7                   | 18  | ランス・ストロール         | アストンマーティン・アラムコ-メルセデス | 1:36.860 | 1:36.032 | 1:35.598 | 5    |
| 8                   | 4   | ランド・ノリス             | マクラーレン-メルセデス                 | 1:36.465 | 1:36.341 | 1:35.690 | 6    |
| 9                   | 14  | フェルナンド・アロンソ     | アルピーヌ-ルノー                       | 1:36.446 | 1:35.988 | 1:35.876 | 144  |
| 10                  | 77  | バルテリ・ボッタス         | アルファロメオ-フェラーリ               | 1:36.746 | 1:36.321 | 1:36.319 | 7    |
| 11                  | 23  | アレクサンダー・アルボン   | ウィリアムズ-メルセデス                 | 1:36.932 | 1:36.368 |          | 8    |
| 12                  | 5   | セバスチャン・ベッテル     | アストンマーティン・アラムコ-メルセデス | 1:36.695 | 1:36.398 |          | 10   |
| 13                  | 10  | ピエール・ガスリー         | アルファタウリ-RBPT                     | 1:36.577 | 1:36.740 |          | 11   |
| 14                  | 24  | 周冠宇                     | アルファロメオ-フェラーリ               | 1:36.656 | 1:36.970 |          | 184  |
| 15                  | 22  | 角田裕毅                   | アルファタウリ-RBPT                     | 1:36.808 | 1:37.147 |          | 192  |
| 16                  | 20  | ケビン・マグヌッセン       | ハース-フェラーリ                       | 1:36.949 |          |          | 13   |
| 17                  | 3   | ダニエル・リカルド         | マクラーレン-メルセデス                 | 1:37.046 |          |          | 15   |
| 18                  | 31  | エステバン・オコン         | アルピーヌ-ルノー                       | 1:37.068 |          |          | PL1  |
| 19                  | 47  | ミック・シューマッハ       | ハース-フェラーリ                       | 1:37.111 |          |          | 16   |
| 20                  | 6   | ニコラス・ラティフィ       | ウィリアムズ-メルセデス                 | 1:37.244 |          |          | 17   |
| 107% time: 1:41.968 |     |                            |                                         |          |          |          |      |
| ソース:             |     |                            |                                         |          |          |          |      |

- ^1 - オコンはパルクフェルメ下のマシンに変更を加えたため、ピットレーンからのスタート[17]。
- ^2 - 角田はギアボックスを交換したため5グリッド降格[17]。
- ^3 - ルクレールはパワーユニットを交換したため10グリッド降格[17]。
- ^4 - アロンソ・ペレス・周はパワーユニットを交換したため5グリッド降格[17]。

## 決勝
2022年10月23日 14:00 CDT(UTC-5)（文章の出典）
優勝はマックス・フェルスタッペンでシーズン13勝目、通算33勝目。2位にルイス・ハミルトン、3位にシャルル・ルクレールとなった。
スタートタイヤはアルピーヌ勢とハース勢のみハードを選択、その他のチームはミディアムを選択した。スタートでフェルスタッペンに先行されたカルロス・サインツは、ジョージ・ラッセルに追突され、ピットまで戻ったものの水漏れによりリタイア。16周目にバルテリ・ボッタスが最終コーナー手前でコースアウトしリタイア。車両撤去のためにセーフティカー（SC）が導入された。SC明け直後のバックストレートでランス・ストロールとフェルナンド・アロンソが接触、ストロールはマシンが大破しリタイア。アロンソはフロントが浮き上がったのち、地面にたたきつけられ、バリアにも接触。ミラーを失いがらもレースを続行し、最終的に7位でフィニッシュした。フェルスタッペンは35周目のピットインの際にタイヤ交換作業が手間取ったことにより3位まで後退したが、50周目にトップのハミルトンをパスし5.023秒差をつけて優勝した。この結果によりレッドブルは2013年以来、9年ぶりにコンストラクターズタイトルを獲得した。
レース後、7位でフィニッシュしたアロンソのマシンがミラーがない状態でレースを続行した事についてハースが異議申し立てを行い、スチュワードは「安全でない」状態のマシンを走らせたとして30秒ペナルティを科す裁定を下し、アロンソはこの地点でポイント圏外の15位に降格した。この裁定に対してアルピーヌも、ハースからの異議申し立てが締め切り時刻（30分）の24分遅れで受理された事に異議申し立てを行い、10月27日にハースが「規定時間内に抗議でき得る」状況にあった事は知らなかったとした上でスチュワードは、本件は例の「不可能」な場合に該当せず、ハースからの異議は本来受理されるべきものではなかったと認め、アロンソにペナルティを科した裁定を無効としてアロンソは7位を取り戻す結果となった。

### レース結果
| 順位    | No. | ドライバー                 | コンストラクター                        | 周回数 | タイム/リタイア原因 | Grid | Pts. |
| ------- | --- | -------------------------- | --------------------------------------- | ------ | ------------------- | ---- | ---- |
| 1       | 1   | マックス・フェルスタッペン | レッドブル-RBPT                         | 56     | 1:42:11.687         | 2    | 25   |
| 2       | 44  | ルイス・ハミルトン         | メルセデス                              | 56     | +5.023              | 3    | 18   |
| 3       | 16  | シャルル・ルクレール       | フェラーリ                              | 56     | +7.501              | 12   | 15   |
| 4       | 11  | セルジオ・ペレス           | レッドブル-RBPT                         | 56     | +8.293              | 9    | 12   |
| 5       | 63  | ジョージ・ラッセル         | メルセデス                              | 56     | +44.815             | 4    | 11FL |
| 6       | 4   | ランド・ノリス             | マクラーレン-メルセデス                 | 56     | +53.785             | 6    | 8    |
| 7       | 14  | フェルナンド・アロンソ     | アルピーヌ-ルノー                       | 56     | +55.078             | 14   | 6    |
| 8       | 5   | セバスチャン・ベッテル     | アストンマーティン・アラムコ-メルセデス | 56     | +65.354             | 10   | 4    |
| 9       | 20  | ケビン・マグヌッセン       | ハース-フェラーリ                       | 56     | +65.834             | 13   | 2    |
| 10      | 22  | 角田裕毅                   | アルファタウリ-RBPT                     | 56     | +70.919             | 19   | 1    |
| 11      | 31  | エステバン・オコン         | アルピーヌ-ルノー                       | 56     | +72.875             | PL   |      |
| 12      | 24  | 周冠宇                     | アルファロメオ-フェラーリ               | 56     | +76.164             | 18   |      |
| 13      | 23  | アレクサンダー・アルボン   | ウィリアムズ-メルセデス                 | 56     | +80.0574            | 8    |      |
| 14      | 10  | ピエール・ガスリー         | アルファタウリ-RBPT                     | 56     | +81.7631            | 11   |      |
| 15      | 47  | ミック・シューマッハ       | ハース-フェラーリ                       | 56     | +84.4903            | 16   |      |
| 16      | 3   | ダニエル・リカルド         | マクラーレン-メルセデス                 | 56     | +90.487             | 15   |      |
| 17      | 6   | ニコラス・ラティフィ       | ウィリアムズ-メルセデス                 | 56     | +103.5882           | 17   |      |
| Ret     | 18  | ランス・ストロール         | アストンマーティン・アラムコ-メルセデス | 21     | DNF                 | 5    |      |
| Ret     | 77  | バルテリ・ボッタス         | アルファロメオ-フェラーリ               | 16     | DNF                 | 7    |      |
| Ret     | 55  | カルロス・サインツ         | フェラーリ                              | 1      | DNF                 | 1    |      |
| ソース: |     |                            |                                         |        |                     |      |      |

- ^FL - ファステストラップの1点を含む
- ^1 - ガスリーはセーフティカー中に前車より10車身以上離れたため、5秒のタイムペナルティ。さらにピットインの際、ペナルティを適切に消化しなかったため、10秒のタイムペナルティ（レース後の裁定となったため、レースタイムに10秒加算）[22][23]。
- ^2 - ラティフィはシューマッハとターン12で接触したため、5秒のタイムペナルティ[24]。
- ^3 - シューマッハはコース外走行を4回行ったため、5秒のタイムペナルティ[25]。
- ^4 - アルボンはコース外走行により、アドバンテージを得たため5秒のタイムペナルティ[26]。

## 第19戦終了時点のランキング

### ワールド・チャンピオンシップ
|         | 順位 | ドライバー                 | ポイント | 1位との差 |
| ------- | ---- | -------------------------- | -------- | --------- |
|         | 1    | マックス・フェルスタッペン | 391      |           |
| 1       | 2    | シャルル・ルクレール       | 267      | -124      |
| 1       | 3    | セルジオ・ペレス           | 265      | -126      |
|         | 4    | ジョージ・ラッセル         | 218      | -173      |
|         | 5    | カルロス・サインツ         | 202      | -189      |
| ソース: |      |                            |          |           |

|         | 順位 | コンストラクター        | ポイント | 1位との差 |
| ------- | ---- | ----------------------- | -------- | --------- |
|         | 1    | レッドブル-RBPT         | 656      |           |
|         | 2    | フェラーリ              | 469      | -187      |
|         | 3    | メルセデス              | 416      | -240      |
|         | 4    | アルピーヌ-ルノー       | 149      | -507      |
|         | 5    | マクラーレン-メルセデス | 138      | -518      |
| ソース: |      |                         |          |           |

- 注：いずれもトップ5まで掲載。

### DHLファステストラップアワード
|         | 順位 | ドライバー                 | 獲得数 |
| ------- | ---- | -------------------------- | ------ |
|         | 1    | マックス・フェルスタッペン | 5      |
|         | 2    | シャルル・ルクレール       | 3      |
|         | 3    | セルジオ・ペレス           | 3      |
|         | 4    | カルロス・サインツ         | 2      |
|         | 5    | ルイス・ハミルトン         | 2      |
| ソース: |      |                            |        |

- 注：いずれもトップ5まで掲載。
- 注：ファストテストラップアワードは同数の場合、カウントバック方式がとられている。